# Lijst van brutoformules C05
Dit lemma is een onderdeel van de lijst van brutoformules met vijf koolstofatomen.

## C5H0
| Brutoformule                     | Naam |
| -------------------------------- | --- |
| {\displaystyle {\ce {C5BrO5Re}}} | Broompentacarbonylrenium(I) ~ uit dirheniumdecacarbonyl                                                                 |
| {\displaystyle {\ce {C5Cl6}}}    | Hexachloorcyclopentadieen ~ in bereiding endosulfan, mirex                                                              |
| {\displaystyle {\ce {C5D5N}}}    | Gedeutereerd pyridine                                                                                                   |
| {\displaystyle {\ce {C5D12}}}    | Gedeutereerd pentaan |
| {\displaystyle {\ce {C5FeO5}}}   | IJzerpentacarbonyl ~ Formule: {\displaystyle {\ce {Fe(CO)5}}}                                                           |
| {\displaystyle {\ce {C5Na4O8}}}  | Natriummethaantetracarboxylaat {\displaystyle {\ce {Na4[C(COO)4]}}} ~ als Methaantetracarboxylaat                       |
| {\displaystyle {\ce {C5O2}}}     | Pentakoolstofdioxide |
| {\displaystyle {\ce {C5O5}}}     | Cyclopentaanpenton ~ als Koolstof-zuurstof-anion Kopje Neutrale deeltjes                                                |
| {\displaystyle {\ce {C5O8}}}     | Methaantetracarboxylaat {\displaystyle {\ce {C(COO^{-})4}}} ~ als Koolstof-zuurstof-anion Kopje Koolstof-zuurstof-zuren |

## C5H1
| Brutoformule                 | Naam                                                       |
| ---------------------------- | ---------------------------------------------------------- |
| {\displaystyle {\ce {C5HN}}} | 2,4-pentadiynnitril ~ook cyanobutadiyn of cyanodiacetyleen |

## C5H2
| Brutoformule                   | Naam       |
| ------------------------------ | ---------- |
| {\displaystyle {\ce {C5H2O5}}} | Croconzuur |

## C5H4
| Brutoformule                      | Naam |
| --------------------------------- | --- |
| {\displaystyle {\ce {C5H4}}}      | (3,3,3,3)Fenestraan ~ als Fenestraan                                                                            |
| {\displaystyle {\ce {C5H4}}}      | 1,4-Pentadiyn ~ in synthese fosforine                                                                           |
| {\displaystyle {\ce {C5H4}}}      | Spiropentadieen                                                                                                 |
| {\displaystyle {\ce {C5H4ClNO}}}  | 2-Chloor-3-hydroxypyridine ~ als 3-Hydroxypyridine                                                              |
| {\displaystyle {\ce {C5H4FN3O2}}} | Favipiravir |
| {\displaystyle {\ce {C5H4N2O4}}}  | Orootzuur |
| {\displaystyle {\ce {C5H4N4}}}    | Purine |
| {\displaystyle {\ce {C5H4N4O}}}   | Allopurinol |
| {\displaystyle {\ce {C5H4N4O}}}   | Hypoxanthine |
| {\displaystyle {\ce {C5H4N4O2}}}  | Xanthine |
| {\displaystyle {\ce {C5H4N4O3}}}  | Urinezuur ~ zout: uraat                                                                                         |
| {\displaystyle {\ce {C5H4O2}}}    | Furfural |
| {\displaystyle {\ce {C5H4O2}}}    | Protoanemonine ~ IUPAC: lacton van 4-hydroxy-2,4-pentadieenzuur ~ Ook wel: 4-hydroxy-penta-2,4-dieenzuur lacton |
| {\displaystyle {\ce {C5H4O2}}}    | Pyron |
| {\displaystyle {\ce {C5H4O2}}}    | 2-Pyron ~ als Pyron                                                                                             |
| {\displaystyle {\ce {C5H4O2}}}    | 4-Pyron ~ als Pyron                                                                                             |
| {\displaystyle {\ce {C5H4O3}}}    | 2-Furaanzuur |
| {\displaystyle {\ce {C5H4O8}}}    | Methaantetracsrbonzuur ~ zuur bij Methaantetracarboxylaat                                                       |

## C5H5
| Brutoformule                       | Naam |
| ---------------------------------- | --- |
| {\displaystyle {\ce {C5H5}}}       | Cyclopentadienyl-anion {\displaystyle {\ce {[C5H5]^{-}}}} ~ als aromatische verbinding                                                                                |
| {\displaystyle {\ce {C5H5}}}       | Vierzijdig piramidaal carbokation {\displaystyle {\ce {[C4H4.CH]^{+}}}}                                                                                               |
| {\displaystyle {\ce {C5H5B}}}      | Borabenzeen |
| {\displaystyle {\ce {InC5H5}}}     | Cyclopentadienylindium(I) |
| {\displaystyle {\ce {C5H5N}}}      | Pyridine ~ IUPAC: azine ~ als aromatische verbinding, cyclisch azine                                                                                                  |
| {\displaystyle {\ce {C5 ^{2}H5N}}} | Gedeutereerd pyridine |
| {\displaystyle {\ce {C5H5NO}}}     | 2-Hydroxypyridine ~ als Hydroxypyridine |
| {\displaystyle {\ce {C5H5NO}}}     | 3-Hydroxypyridine |
| {\displaystyle {\ce {C5H5NO}}}     | 4-Hydroxypyridine ~ als tautomeer van 4-Pyridon |
| {\displaystyle {\ce {C5H5NO}}}     | Pyridine-N-oxide |
| {\displaystyle {\ce {C5H5NO}}}     | 4-Pyridon |
| {\displaystyle {\ce {C5H5NOS}}}    | Penem ~ als Penam-derivaat |
| {\displaystyle {\ce {C5H5NO2}}}    | Methyl-2-cyanoacrylaat ~ als cyanoacrylaat |
| {\displaystyle {\ce {C5H5NS}}}     | 1,3-Thiazepine |
| {\displaystyle {\ce {C5H5NS}}}     | 1,4-Thiazepine |
| {\displaystyle {\ce {C5H5N2O}}}    | 2-Amino-3-hydroxypyridine ~ als 3-Hydroxypyridine |
| {\displaystyle {\ce {C5H5N3O}}}    | Pyrazinamide |
| {\displaystyle {\ce {C5H5NO3S}}}   | Pyridine-3-sulfonzuur |
| {\displaystyle {\ce {C5H5N3O2}}}   | 5-Formylcytosine ~ in genexpresse via TET-enzymen ~ Ook wel: 5fC |
| {\displaystyle {\ce {C5H5N3O3}}}   | 5-Carboxylcytosine ~ in genexpresse via TET-enzymen ~ Ook wel: 5caC                                                                                                   |
| {\displaystyle {\ce {C5H5N5}}}     | Adenine ~ IUPAC: 6-aminopurine ~ Ook wel: ADE, adeninimine, 1,6-dihydro-6-iminopurine, 3,6-dihydro-6-iminopurine, leuco-4, 9H-purine-6-amine, USAF CB-18, vitamine B4 |
| {\displaystyle {\ce {C5H5N5O}}}    | Guanine |
| {\displaystyle {\ce {C5H5Na}}}     | Cyclopentadiënylnatrium ~ in synthese nikkeloceen, fulveen |
| {\displaystyle {\ce {C5H5P}}}      | Fosforine |

## C5H6
| Brutoformule                       | Naam                                                                         |
| ---------------------------------- | ---------------------------------------------------------------------------- |
| {\displaystyle {\ce {C5H6}}}       | Cyclopentadieen                                                              |
| {\displaystyle {\ce {C5H6}}}       | Cyclopropylacetyleen                                                         |
| {\displaystyle {\ce {C5H6ClCrO3}}} | Pyridiniumchlorochromaat ~ Ook wel: PCC, Corey-Suggs-reagens                 |
| {\displaystyle {\ce {C5H6Ge}}}     | Germanabenzeen                                                               |
| {\displaystyle {\ce {C5H6KNO2}}}   | kaliumzout van 4-cyanobutaanzuur ~ in synthese glutaarzuur                   |
| {\displaystyle {\ce {C5H6N}}}      | Pyridinium {\displaystyle {\ce {C5H6N+}}}                                    |
| {\displaystyle {\ce {C5H6N2}}}     | 2-Aminopyridine                                                              |
| {\displaystyle {\ce {C5H6N2}}}     | Glutaronitril {\displaystyle {\ce {N#C(CH2)3C#N}}} ~ in synthese glutaarzuur |
| {\displaystyle {\ce {C5H6N2O2}}}   | Thymine                                                                      |
| {\displaystyle {\ce {C5H5N2O3}}}   | 5-Hydroxymethyluracil ~ in genexpresse via TET-enzymen ~ Ook wel: 5hmU       |
| {\displaystyle {\ce {C5H6N2O4}}}   | Dihydroorootzuur ~ in biosynthese orootzuur                                  |
| {\displaystyle {\ce {C5H6O}}}      | 2-Cyclopenten-1-on ~ Ook wel: Cyclopent-2-en-1-on                            |
| {\displaystyle {\ce {C5H6O}}}      | 2-Methylfuraan                                                               |
| {\displaystyle {\ce {C5H6O}}}      | 3-Methylfuraan                                                               |
| {\displaystyle {\ce {C5H6O}}}      | Pyraan                                                                       |
| {\displaystyle {\ce {C5H6O2}}}     | Furfurylalcohol                                                              |
| {\displaystyle {\ce {C5H6O3}}}     | Reductinezuur ~ IUPAC: 2,3-Dihydroxy-2-cyclopentenon ~ als Reducton          |
| {\displaystyle {\ce {C5H6O4}}}     | Itaconzuur methyleenbarnsteenzuur ~ IUPAC: Methyleenbutaandizuur             |
| {\displaystyle {\ce {C5H6O5}}}     | Alfa-ketoglutaarzuur                                                         |
| {\displaystyle {\ce {C5H6Si}}}     | Silabenzeen                                                                  |
| {\displaystyle {\ce {C5H6Sn}}}     | Stannabenzeen                                                                |

## C5H7
| Brutoformule                     | Naam |
| -------------------------------- | --- |
| {\displaystyle {\ce {C5H7N}}}    | Cyclopropylacetonitril                                                                                    |
| {\displaystyle {\ce {C5H7N}}}    | Dihydropyridine                                                                                           |
| {\displaystyle {\ce {C5H7NOS}}}  | Penam |
| {\displaystyle {\ce {C5H7NO2}}}  | 4-cyanobutaanzuur ~ in synthese glutaarzuur                                                               |
| {\displaystyle {\ce {C5H7N3}}}   | 2,3-diaminopyridine                                                                                       |
| {\displaystyle {\ce {C5H7N3}}}   | 2,4-diaminopyridine                                                                                       |
| {\displaystyle {\ce {C5H7N3}}}   | 2,5-diaminopyridine                                                                                       |
| {\displaystyle {\ce {C5H7N3}}}   | 2,6-diaminopyridine                                                                                       |
| {\displaystyle {\ce {C5H7N3}}}   | 3,4-diaminopyridine                                                                                       |
| {\displaystyle {\ce {C5H7N3}}}   | 3,5-diaminopyridine                                                                                       |
| {\displaystyle {\ce {C5H7N3O}}}  | 5-Methylcytosine ~ in genexpresse via TET-enzymen ~ Ook wel 5mC                                           |
| {\displaystyle {\ce {C5H7N3O2}}} | 5-Hydroxymethylcytosine ~ in genexpresse via TET-enzymen ~ Ook wel: 5hmC                                  |
| {\displaystyle {\ce {C5H7O4}}}   | guadiniumwaterstofbutyndioaat {\displaystyle {\ce {[C(NH2)3]^{+}[HC4O4]^{-}}}} ~ als zout van butyndizuur |

## C5H8
| Brutoformule                            | Naam                                                                                       |
| --------------------------------------- | ------------------------------------------------------------------------------------------ |
| {\displaystyle {\ce {C5H8}}}            | Cyclopenteen                                                                               |
| {\displaystyle {\ce {C5H8}}}            | Isopreen ~ IUPAC: 2-methyl-1,3-butadieen                                                   |
| {\displaystyle {\ce {C5H8}}}            | 1,2-Pentadieen                                                                             |
| {\displaystyle {\ce {C5H8}}}            | 1,3-Pentadieen                                                                             |
| {\displaystyle {\ce {C5H8}}}            | 1,4-Pentadieen                                                                             |
| {\displaystyle {\ce {C5H8}}}            | Pentyn                                                                                     |
| {\displaystyle {\ce {C5H8}}}            | Spiro(2,2)pentaan ~ Ook wel: spiraan ~ als spiroverbinding                                 |
| {\displaystyle {\ce {C5H8}}}            | Vinylcyclopropaan ~ Ook wel: cyclopropyletheen ~ in cyclopenteensynthese                   |
| {\displaystyle {\ce {C5H8N4O12}}}       | Penta-erytritoltetranitraat ~ Ook wel: 2,2-bis(hydroxymethyl)-1,3-propaandiol tetranitraat |
| {\displaystyle {\ce {C5H8NNaO4}}}       | Mononatriumglutamaat ~ Ook wel: E621                                                       |
| {\displaystyle {\ce {C5H8O}}}           | Cyclopentanon                                                                              |
| {\displaystyle {\ce {C5H8O}}}           | Cyclopropylmethylketon                                                                     |
| {\displaystyle {\ce {C5H8O}}}           | 2,3-Dihydropyraan ~ in synthese glutaarzuur                                                |
| {\displaystyle {\ce {C5H8O2}}}          | Acetylaceton ~ IUPAC: pentaan-2,4-dion ~ als diketon                                       |
| {\displaystyle {\ce {C5H8O2}}}          | Allylacetaat                                                                               |
| {\displaystyle {\ce {C5H8O2}}}          | Angelicazuur ~ IUPAC: E-2-methyl-2-buteenzuur                                              |
| {\displaystyle {\ce {C5H8O2}}}          | Ethylacrylaat                                                                              |
| {\displaystyle {\ce {C5H8O2}}}          | Glutaaraldehyde                                                                            |
| {\displaystyle {\ce {C5H8O2}}}          | Methylmethacrylaat ~ als grondstof voor polymethylmethacrylaat                             |
| {\displaystyle {\ce {C5H8O2}}}          | iso-Propenylacetaat                                                                        |
| {\displaystyle {\ce {C5H8O2 polymeer}}} | Polymethylmethacrylaat                                                                     |
| {\displaystyle {\ce {C5H8O2}}}          | Tiglinezuur ~ IUPAC: Z-2-methyl-2-buteenzuur                                               |
| {\displaystyle {\ce {C5H8O3}}}          | 1,2-Butyleencarbonaat                                                                      |
| {\displaystyle {\ce {C5H8O3}}}          | Levulinezuur ~IUPAC: 4-Oxopentaanzuur                                                      |
| {\displaystyle {\ce {C5H8O3}}}          | Methylacetoacetaat                                                                         |
| {\displaystyle {\ce {C5H8O4}}}          | Glutaarzuur ~ IUPAC: pentaandizuur ~ als dicarbonzuur ~ in glutaaracidurie type 1          |
| {\displaystyle {\ce {C5H8O4}}}          | Dimethylmalonaat ~ IUPAC: diëster van methanol van malonzuur                               |

## C5H9
| Brutoformule                      | Naam |
| --------------------------------- | --- |
| {\displaystyle {\ce {C5H9ClO}}}   | 2,2-Dimethylpropaanzuurchloride ~ Ook wel: Trimethylazijnzuurchloride ~ in de synthese van 2,2-dimethylpropan-1-ol                                                  |
| {\displaystyle {\ce {C5H9ClO}}}   | Pivaloylchloride |
| {\displaystyle {\ce {C5H9F3O3S}}} | Butyltriflaat ~ Formule: {\displaystyle {\ce {CH3(CH2)3OSO2CF3}}} ~ als triflaat                                                                                    |
| {\displaystyle {\ce {C5H9LiO2}}}  | Lithiumpentanoaat ~ uit nBuLi en CO2 |
| {\displaystyle {\ce {C5H9NO}}}    | N,N-Dimethylacrylamide |
| {\displaystyle {\ce {C5H9NO}}}    | N-Methylpyrrolidon |
| {\displaystyle {\ce {C5H9NO}}}    | 2-Piperidinon ~ als someer van 4-Piperidinon |
| {\displaystyle {\ce {C5H9NO}}}    | 3-Piperidinon ~ als someer van 4-Piperidinon |
| {\displaystyle {\ce {C5H9NO}}}    | 4-Piperidinon |
| {\displaystyle {\ce {C5H9NO2}}}   | Proline ~ in biosynthese arginine |
| {\displaystyle {\ce {C5H9NO3}}}   | 5-Amino-4-oxopentaanzuur ~ Ook wel: δ-Aminolevulinezuur |
| {\displaystyle {\ce {C5H9NO3}}}   | Glutamaat-5-semialdehyde |
| {\displaystyle {\ce {C5H9NO3}}}   | Hydroxyproline |
| {\displaystyle {\ce {C5H9NO3S}}}  | Acetylcysteïne ~ en paracetamol |
| {\displaystyle {\ce {C5H9NO4}}}   | Glutaminezuur ~ IUPAC: 2-aminopentaandizuur ~ Ook wel glutamaat |
| {\displaystyle {\ce {C5H9NO4}}}   | N-methyl-D-asparaginezuur ~ IUPAC: 2-(methylamino)-butaandizuur ~ Ook wel: 2-(methylamino)-barnsteenzuur, 2-(methylamino)-succinaat, NMDA ~ in biosynthese arginine |
| {\displaystyle {\ce {C5H9N3}}}    | Histamine ~ IUPAC: 4-(2'-amino-ethyl)-imidazol |
| {\displaystyle {\ce {C5H9N3O2}}}  | L-foto-leucine |

## C5H10
| Brutoformule                  | Naam                     |
| ----------------------------- | ------------------------ |
| {\displaystyle {\ce {C5H10}}} | Cyclopentaan             |
| {\displaystyle {\ce {C5H10}}} | 1,2-Dimethylcyclopropaan |
| {\displaystyle {\ce {C5H10}}} | 2-methyl-1-buteen        |
| {\displaystyle {\ce {C5H10}}} | 2-methyl-2-buteen        |
| {\displaystyle {\ce {C5H10}}} | 1-penteen                |
| {\displaystyle {\ce {C5H10}}} | 2-penteen                |

## C5H10N
| Brutoformule                        | Naam                                |
| ----------------------------------- | ----------------------------------- |
| {\displaystyle {\ce {C5H10NNaS2}}}  | Natriumdi-ethyldithiocarbamaat      |
| {\displaystyle {\ce {C5H10N2O}}}    | 1,3-dimethyl-2-imidazolidinon       |
| {\displaystyle {\ce {C5H10N2O2S}}}  | Methomyl                            |
| {\displaystyle {\ce {C5H10N2O3}}}   | Glutamine                           |
| {\displaystyle {\ce {C5H10N2O7P2}}} | Zoledronaat ~ Ook wel: zoledronzuur |
| {\displaystyle {\ce {C5H10N2S2}}}   | Dazomet                             |

## C5H10O1
| Brutoformule                   | Naam                                                                                 |
| ------------------------------ | ------------------------------------------------------------------------------------ |
| {\displaystyle {\ce {C5H10O}}} | Cyclopentanol                                                                        |
| {\displaystyle {\ce {C5H10O}}} | 2-Methylbutanal ~ in synthese van isopreen                                           |
| {\displaystyle {\ce {C5H10O}}} | 3-Methylbutanal (isovaleraldehyde)                                                   |
| {\displaystyle {\ce {C5H10O}}} | Methylbutanon ~ Ook wel: methyl-i-propylketon ~ als isomeer van pentaan-3-on         |
| {\displaystyle {\ce {C5H10O}}} | 2-Methyltetrahydrofuraan                                                             |
| {\displaystyle {\ce {C5H10O}}} | Pentaan-2-on ~ Ook wel: 2-pentanon, methylpropylketon ~ als isomeer van pentaan-3-on |
| {\displaystyle {\ce {C5H10O}}} | Pentaan-3-on ~ Ook wel: 3-pentanon, di-ethylketon                                    |
| {\displaystyle {\ce {C5H10O}}} | Pentanal (n-valeraldehyde)                                                           |
| {\displaystyle {\ce {C5H10O}}} | Tetrahydropyraan                                                                     |

## C5H10O2
| Brutoformule                    | Naam |
| ------------------------------- | --- |
| {\displaystyle {\ce {C5H10O2}}} | Butylformiaat ~ IUPAC: 1-butylformiaat ~ Ook wel: n-butylformiaat, ester van 1-butanol en mierenzuur                                                                                              |
| {\displaystyle {\ce {C5H10O2}}} | 2-Butylformiaat ~ Ook wel: s-butylformiaat, ester van 2-butanol en mierenzuur ~ als butylformiaat                                                                                                 |
| {\displaystyle {\ce {C5H10O2}}} | t-Butylformiaat ~ Formule: {\displaystyle {\ce {HC(O)OC(CH3)3}}} ~ IUPAC: ester van 2-methylpropan-2-ol en methaanzuur ~ Ook wel: ester van 2-methylpropan-2-ol en mierenzuur ~ als butylformiaat |
| {\displaystyle {\ce {C5H10O2}}} | 2,2-Dimethylpropaanzuur ~ Ook wel: Trimethylazijnzuur ~ in de synthese van 2,2-dimethylpropan-1-ol                                                                                                |
| {\displaystyle {\ce {C5H10O2}}} | 1,3-Dioxepaan ~ Ook wel: 1,4-butaandiolformal; tetramethyleenformal |
| {\displaystyle {\ce {C5H10O2}}} | Ethylpropanoaat |
| {\displaystyle {\ce {C5H10O2}}} | Methylbutanoaat |
| {\displaystyle {\ce {C5H10O2}}} | 3-methylbutaanzuur ~ Ook wel: isovaleriaanzuur |
| {\displaystyle {\ce {C5H10O2}}} | Pivalinezuur ~ Formule: {\displaystyle {\ce {(CH3)3CCOOH}}} ~ IUPAC: 2,2-dimethylpropaanzuur ~ Ook wel: trimethylazijnzuur                                                                        |
| {\displaystyle {\ce {C5H10O2}}} | i-Propylacetaat ~ Formule: {\displaystyle {\ce {CH3C(O)OCH(CH3)2}}} |
| {\displaystyle {\ce {C5H10O2}}} | n-Propylacetaat ~ Formule: {\displaystyle {\ce {CH3C(O)OCH2CH2CH3}}} ~ IUPAC: Ester van 1-propanol en ethaanzuur ~ als ester ~ als peer-essence                                                   |
| {\displaystyle {\ce {C5H10O2}}} | 3,3,4-Trimethyl-1,2-dioxetaan ~ als dioxetaan |
| {\displaystyle {\ce {C5H10O2}}} | Valeriaanzuur ~ Formule: {\displaystyle {\ce {CH3(CH2)3COOH}}} ~ IUPAC: pentaanzuur |

## C5H10O3
| Brutoformule                    | Naam                                                                                   |
| ------------------------------- | -------------------------------------------------------------------------------------- |
| {\displaystyle {\ce {C5H10O3}}} | Di-ethylcarbonaat                                                                      |
| {\displaystyle {\ce {C5H10O3}}} | 3-Hydroxy-3-methylbutaanzuur ~ Ook wel: (in biologie) beta-hydroxy-beta-methylbutyraat |
| {\displaystyle {\ce {C5H10O3}}} | Methylglycolacetaat                                                                    |

## C5H10O4
| Brutoformule                    | Naam         |
| ------------------------------- | ------------ |
| {\displaystyle {\ce {C5H10O4}}} | Desoxyribose |

## C5H10O5
| Brutoformule                    | Naam                                            |
| ------------------------------- | ----------------------------------------------- |
| {\displaystyle {\ce {C5H10O4}}} | Desoxyribose                                    |
| {\displaystyle {\ce {C5H10O5}}} | Arabinose ~ als aldo-pentose                    |
| {\displaystyle {\ce {C5H10O5}}} | Lyxose ~ als aldo-pentose                       |
| {\displaystyle {\ce {C5H10O5}}} | Ribose ~ als aldo-pentose ~ in RNA              |
| {\displaystyle {\ce {C5H10O5}}} | Ribulose ~ als keto-pentose                     |
| {\displaystyle {\ce {C5H10O5}}} | Xylose ~ als aldo-pentose ~ monomeer van xylaan |
| {\displaystyle {\ce {C5H10O5}}} | Xylulose ~ als keto-pentose                     |

## C5H10S
| Brutoformule                   | Naam                                                                                          |
| ------------------------------ | --------------------------------------------------------------------------------------------- |
| {\displaystyle {\ce {C5H10S}}} | 3-Methyl-2-buteen-1-thiol ~ Ook wel: Prenylmercaptaan; geur van keizerskroon; geur van vossen |
| {\displaystyle {\ce {C5H10S}}} | Thiaan                                                                                        |

## C5H11
| Brutoformule                       | Naam |
| ---------------------------------- | --- |
| {\displaystyle {\ce {C5H11Br}}}    | 1-Broompentaan |
| {\displaystyle {\ce {C5H11Br}}}    | 2-Broompentaan |
| {\displaystyle {\ce {C5H11Br}}}    | 3-Broompentaan |
| {\displaystyle {\ce {C5H11Cl2N}}}  | Chloormethine ~ IUPAC: N,N-bis(2-chloorethyl)methylamine ~ Als stikstofmosterd                                     |
| {\displaystyle {\ce {C5H11I}}}     | 1-Jood-2,2-dimethylpropaan) ~ uit: 2,2-dimethylpropan-1-ol                                                         |
| {\displaystyle {\ce {C5H11N}}}     | Piperidine |
| {\displaystyle {\ce {C5H11NO}}}    | 4,4-Dimethyloxazolidine                                                                                            |
| {\displaystyle {\ce {C5H11NO}}}    | 4-Methylmorfoline                                                                                                  |
| {\displaystyle {\ce {C5H11NO2}}}   | Isoamylnitriet |
| {\displaystyle {\ce {C5H11NO2}}}   | N-Methylmorfoline-N-oxide                                                                                          |
| {\displaystyle {\ce {C5H11NO2}}}   | Trimethylglycine ~ Formule: (CH3)3N+CH2COO− ~ IUPAC: 2-(trimethylammonio)ethanoaat ~ in behandeling homocystinurie |
| {\displaystyle {\ce {C5H11NO2}}}   | Valine ~ IUPAC: 2-amino-3-methylbutaanzuur                                                                         |
| {\displaystyle {\ce {C5H11NO2S}}}  | Methionine ~ IUPAC: 2-amino-4-(methylmercapto)-butaanzuur ~ in de biosynthese van: choline, etheen, homocysteïne   |
| {\displaystyle {\ce {C5H11NO2Se}}} | Selenomethionine ~ en seleen                                                                                       |
| {\displaystyle {\ce {C5H11N2O2P}}} | Tabun ~ IUPAC: ethyl-N,N-dimethylphosphoramidocyanidaat                                                            |

## C5H12
| Brutoformule                        | Naam |
| ----------------------------------- | --- |
| {\displaystyle {\ce {C5H12}}}       | 2-methylbutaan Ook wel: isopentaan, i-pentaan |
| {\displaystyle {\ce {C5H12}}}       | Neopentaan Ook wel: neopentaan, neo-pentaan |
| {\displaystyle {\ce {C5H12}}}       | N-pentaan ~ en pentaaninterferentie |
| {\displaystyle {\ce {C5H12NO}}}     | Betaïne aldehyde ~ in biosynthese trimethylglycine ~ uit choline                                                                                 |
| {\displaystyle {\ce {C5H12NO3PS2}}} | Dimethoaat |
| {\displaystyle {\ce {C5H12NO4P}}}   | Glufosinaat |
| {\displaystyle {\ce {C5H12NO4PS}}}  | Omethoaat |
| {\displaystyle {\ce {C5H12N2O2}}}   | Ornithine |
| {\displaystyle {\ce {C5H12O}}}      | 2,2-Dimethylpropan-1-ol ~ als isomeer van pentanol                                                                                               |
| {\displaystyle {\ce {C5H12O}}}      | 2-Methylbutan-1-ol ~ als isomeer van pentanol |
| {\displaystyle {\ce {C5H12O}}}      | 2-Methylbutan-2-ol ~ Ook wel: t-amylalcohol ~ als isomeer van pentanol                                                                           |
| {\displaystyle {\ce {C5H12O}}}      | 3-Methylbutan-1-ol ~ Ook wel: i-amylalcohol, isopentylalcohol ~ als isomeer van pentanol                                                         |
| {\displaystyle {\ce {C5H12O}}}      | 3-Methylbutan-2-ol ~ als isomeer van pentanol |
| {\displaystyle {\ce {C5H12O}}}      | Pentan-1-ol ~ IUPAC: 1-pentanol ~ Ook wel: amylalcohol, pentylalcohol ~ in foezelolie ~ als isomeer van pentanol                                 |
| {\displaystyle {\ce {C5H12O}}}      | Pentan-2-ol ~ Ook wel: s-amylalcohol ~ als isomeer van pentanol                                                                                  |
| {\displaystyle {\ce {C5H12O}}}      | Pentan-3-ol ~ als isomeer van pentanol |
| {\displaystyle {\ce {C5H12O}}}      | Methyl-tert-butylether ~ IUPAC: 2-methoxy-2-methylpropaan ~ Ook wel: MTBE ~ bereiding uit isobuteen ~ toepassing as vervanger van tetraethyllood |
| {\displaystyle {\ce {C5H12O}}}      | neopentylalcohol ~ IUPAC: 2,2-dimethyl-1-propanol                                                                                                |
| {\displaystyle {\ce {C5H12OS}}}     | 3-Mercapto-3-methylbutaan-1-ol |
| {\displaystyle {\ce {C5H12O2}}}     | 2,2-dimethyl-1,3-propaandiol ~ Ook wel: neopentylglycol                                                                                          |
| {\displaystyle {\ce {C5H12O2}}}     | 1,5-pentaandiol |
| {\displaystyle {\ce {C5H12O2}}}     | 2-propoxyethanol |
| {\displaystyle {\ce {C5H12O3}}}     | Di-ethyleenglycolmonomethylether |
| {\displaystyle {\ce {C5H12O3}}}     | Methylorthoacetaat ~ IUPAC: 1,1,1-trimethoxyethaan ~ als ortho-ester                                                                             |
| {\displaystyle {\ce {C5H12O4}}}     | Penta-erytritol 2,2-bis(hydroxymethyl)-1,3-propaandiol                                                                                           |
| {\displaystyle {\ce {C5H12O5}}}     | Arabitol |
| {\displaystyle {\ce {C5H12O5}}}     | Xylitol |
| {\displaystyle {\ce {C5H12S2}}}     | Pentaan-1,5-dithiol ~ in synthese dithiamacrocyclische verbindingen                                                                              |

## C5H13
| Brutoformule                      | Naam                                             |
| --------------------------------- | ------------------------------------------------ |
| {\displaystyle {\ce {C5H13ClNO}}} | Cholinechloride                                  |
| {\displaystyle {\ce {C5H13Cl2}}}  | Chloormequat-chloride ~ als plantengroeiregelaar |
| {\displaystyle {\ce {C5H13NO2}}}  | methyldi-ethanolamine                            |

## C5H14
| Brutoformule                    | Naam                                                                                   |
| ------------------------------- | -------------------------------------------------------------------------------------- |
| {\displaystyle {\ce {C5H14NO}}} | Choline ~ IUPAC: 2-(trimethylammonio)ethanol ~ als methylerend reagens                 |
| {\displaystyle {\ce {C5H14N2}}} | Cadaverine ~ Formule: {\displaystyle {\ce {H2N(CH2)5NH2}}} ~ IUPAC: 1,5-pentaandiamine |

## C5H15
| Brutoformule                     | Naam |
| -------------------------------- | --- |
| {\displaystyle {\ce {C5H15As}}}  | Pentamethylarseen ~ Formule: {\displaystyle {\ce {As(CH3)5}}} |
| {\displaystyle {\ce {C5H15Bi}}}  | Pentamethylbismut ~ Formule: {\displaystyle {\ce {Bi(CH3)5}}} ~ Ook wel: Pentametyhylbismutine, Pentamethylbismuoraan, Pentamethylbismutaan, Pentamethyl-λ5-bismuthaan |
| {\displaystyle {\ce {C5H15AsO}}} | tetramethylmethoxyarsoraan ~ reactieproduct van Pentamethylarseen en methanol                                                                                          |
| {\displaystyle {\ce {C5H15Sb}}}  | Pentamethylstibine ~ ook wel: Pentamethylantimoon ~ in vergelijking met Pentamethylarseen                                                                              |

## C5H16
| Brutoformule                         | Naam |
| ------------------------------------ | --- |
| {\displaystyle {\ce {C5H16NNaO3S2}}} | Natriumdi-ethyldithiocarbamaattrihydraat ~ Formule: {\displaystyle {\ce {C5H10NNaS2.3H2O}}} ~ als natriumdi-ethyldithiocarbamaat |